# Documentario radiofonico

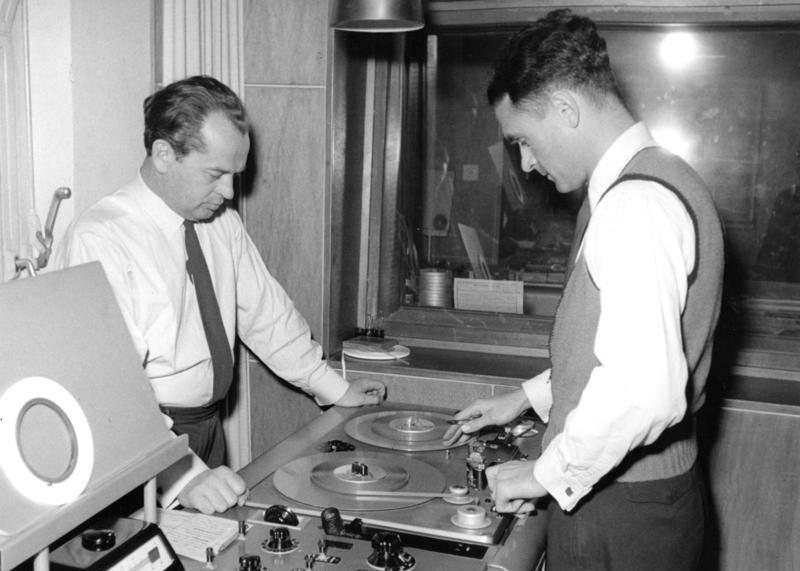
Studio di registrazione in Germania (WDR, 1954)

Un documentario radiofonico oppure feature è un programma radiofonico dedicato al documentario che copre e approfondisce un determinato argomento, di solito con una miscela di commenti e frammenti audio. Alcuni documentari radiofonici, in particolar modo quelli con musica composta appositamente o con effetti audio, assomigliano in molti modi al radiodramma, ma con argomenti reali, mentre altri consistono principalmente nella semplicità della comunicazione in stile giornalistico, ma comunque più approfondito e dettagliato rispetto alle semplici notizie ordinarie.

## Documentari radiofonici e produttori famosi
- American RadioWorks
- Noah Adams
- Jay Allison
- Deb Amos
- John Biewen
- Melissa Bloch
- Alex Blumberg
- Kyla Brettle
- Scott Carrier
- Alex Chadwick
- Bill Drake
- Joe Frank
- John Gilliland
- Ira Glass (e This American Life)
- Glenn Gould (Il Solitude Trilogy)
- Berit Hedemann (Prix Europa Yleisradio 1997 e 1998)
- David Isay
- Kitchen Sisters
- Ronan Kelly
- Robert Krulwich
- Bill Lichtenstein
- Bosse Lindquist (Prix Futura/Prix Europa 1995, Prix Europa 2000, elogi speciali al Prix Italia 1998 & Prix Europa 2002)
- Ewan MacColl
- Charles Parker
- Joe Richman
- Lorenz Rollhäuser (Prix Europa 2008)
- Steve Rowland
- Keith Talbott
- Nancy Updike
- Peter Leonhard Braun
- Sergio Zavoli